# Miss Universo 1971
Miss Universo 1971, ventesima edizione di Miss Universo, si è tenuta presso il Miami Beach Auditorium di Miami, negli Stati Uniti d'America il 24 luglio 1971. L'evento è stato presentato da Bob Barker. Georgina Rizk, Miss Libano, è stata incoronata Miss Universo 1971.

## Risultati

### Piazzamenti
| Risultato finale   | Concorrente |
| ------------------ | --- |
| Miss Universo 1971 | - Libano - Georgina Rizk |
| 2ª classificata    | - Australia - Toni Rayward |
| 3ª classificata    | - Finlandia - Pirjo Aino Laitilla |
| 4ª classificata    | - Porto Rico - Beba Franco |
| 5ª classificata    | - Brasile - Eliane Parreira Guimarães |
| Top 12             | - Francia - Myriam Stocco - Giappone - Shigeko Taketomi - Inghilterra - Marilyn Ann Ward - Isole Vergini Americane - Cherrie Raphaelia Creque - Israele - Esther Orgad - Spagna - Josefina Román Gutiérrez - Stati Uniti - Michele McDonald |

### Riconoscimenti speciali
| Riconoscimento        | Concorrente                         |
| --------------------- | ----------------------------------- |
| Miss Congeniality     | - Perù - Magnolia Martínez          |
| Miss Photogenic       | - Filippine - Vida Valentina Doria  |
| Best National Costume | - Messico - Maria Luisa Lopez Corzo |

## Concorrenti
- Argentina  - Maria Del Carmen Vidal
- Aruba  - Vicenta Vallita Maduro
- Australia  - Tony Suzanne Rayward
- Austria  - Edeltraud Neubauer
- Bahamas  - Muriel Terah Rahming
- Belgio  - Martine Yasmine De Hert
- Bermuda  - Rene Furbert
- Bolivia  - Ana Maria Landivar
- Brasile  - Eliane Parreira Guimaraes
- Canada  - Lana Drouillard
- Colombia  - Piedad Mejia Trujillo
- Corea del Sud  - Noh Mi-ae
- Costa Rica  - Rosa Maria Rivera
- Curaçao  - Maria Vonhogen
- Ecuador  - Ximena Moreno Ochoa
- Filippine  - Vida Valentina Fernandez Doria
- Finlandia  - Pirjo Aino Irene Laitila
- Francia  - Myriam Stocco
- Galles  - Dawn Cater
- Germania  - Vera Kirst
- Giamaica  - Suzette Marilyn Wright
- Giappone  - Shigeko Taketomi
- Grecia  - Angela Carayanni
- Guam  - Linda Mariano Avila
- Honduras  - Dunia Aracelly Ortega
- India  - Raj Gill
- Inghilterra  - Marilyn Ann Ward
- Irlanda  - Marie Hughes
- Islanda  - Gudrun Valgardsdottir
- Isole Vergini Americane  - Cherrie Raphelia Creque
- Israele  - Ester Orgod
- Italia  - Mara Palvarini
- Libano  - Georgina Rizk
- Lussemburgo  - Mariette Françoise Fay
- Malaysia  - Yvette Baterman
- Malta  - Felicity Celia Carbott
- Messico  - Maria Luisa Lopez Corzo
- Nicaragua  - Xiomara Paguaga Rodriguez
- Norvegia  - Ruby Reitan
- Nuova Zelanda  - Linda Jane Ritchie
- Paesi Bassi  - Laura Mulder-Smid
- Panama  - Gladys Isaza
- Perù  - Magnolia Martinez
- Porto Rico  - Beba Franco
- Portogallo  - Maria Celmira Pereira Bauleth
- Repubblica Democratica del Congo - Martine Mualuke
- Rep. Dominicana  - Sagrario Reyes
- Scozia  - Elizabeth Montgomery
- Singapore  - Jenny Ser Wang
- Spagna  - Josefina Roman Gutierrez
- Stati Uniti  - Michele Marlene McDonald
- Suriname  - Marcelle Darou
- Svezia  - Vivian Oihanen
- Svizzera  - Anita Andrini
- Thailandia  - Warunee Sangsirinavin
- Trinidad e Tobago  - Sally Karamath
- Tunisia  - Aida Mzali
- Turchia  - Filiz Vural
- Uruguay  - Alba Techira
- Venezuela  - Jeannette Amelia Donzella Sanchez